# ブライアン・ラヘア
ブライアン・アラン・ラヘア（Bryan Allan LaHair , 1982年11月5日 - ）は、アメリカ合衆国マサチューセッツ州ウースター出身の元プロ野球選手（内野手）。
福岡ソフトバンクホークスに所属していた2013年の登録名はラヘア。

## 経歴

### プロ入りとマリナーズ時代
2002年のMLBドラフトでシアトル・マリナーズから39巡目（全体1180位）で指名を受け入団。
2005年はアドバンスドA級インランドで打率.310、22本塁打、OPS.876の成績を残し、アドバンスドA級のオールスターゲームに選出される。
2006年はAAA級タコマまで昇格。タコマでは54試合の出場で打率.324、10本塁打、OPS.918の成績を残し、マリナーズ傘下マイナー最優秀選手に選出される、11月にはメジャー40人枠に登録される。
2007年もAAA級タコマでシーズンを過ごした。
2008年7月18日のクリーブランド・インディアンス戦でメジャーデビュー。22日のボストン・レッドソックス戦で松坂大輔からメジャー初安打を記録。28日のテキサス・レンジャーズ戦ではスコット・フェルドマンから422フィート（約128メートル）の本塁打を放ち、翌日の試合でも2試合連続の本塁打を放った。しかし8月から調子を落とし、45試合の出場で打率.250、3本塁打、OPS.661の成績に終わった。
2009年はAAA級タコマでは121試合の出場で打率.281、26本塁打、OPS.881の成績を残すが、メジャー昇格の機会はなかった。

### カブス時代

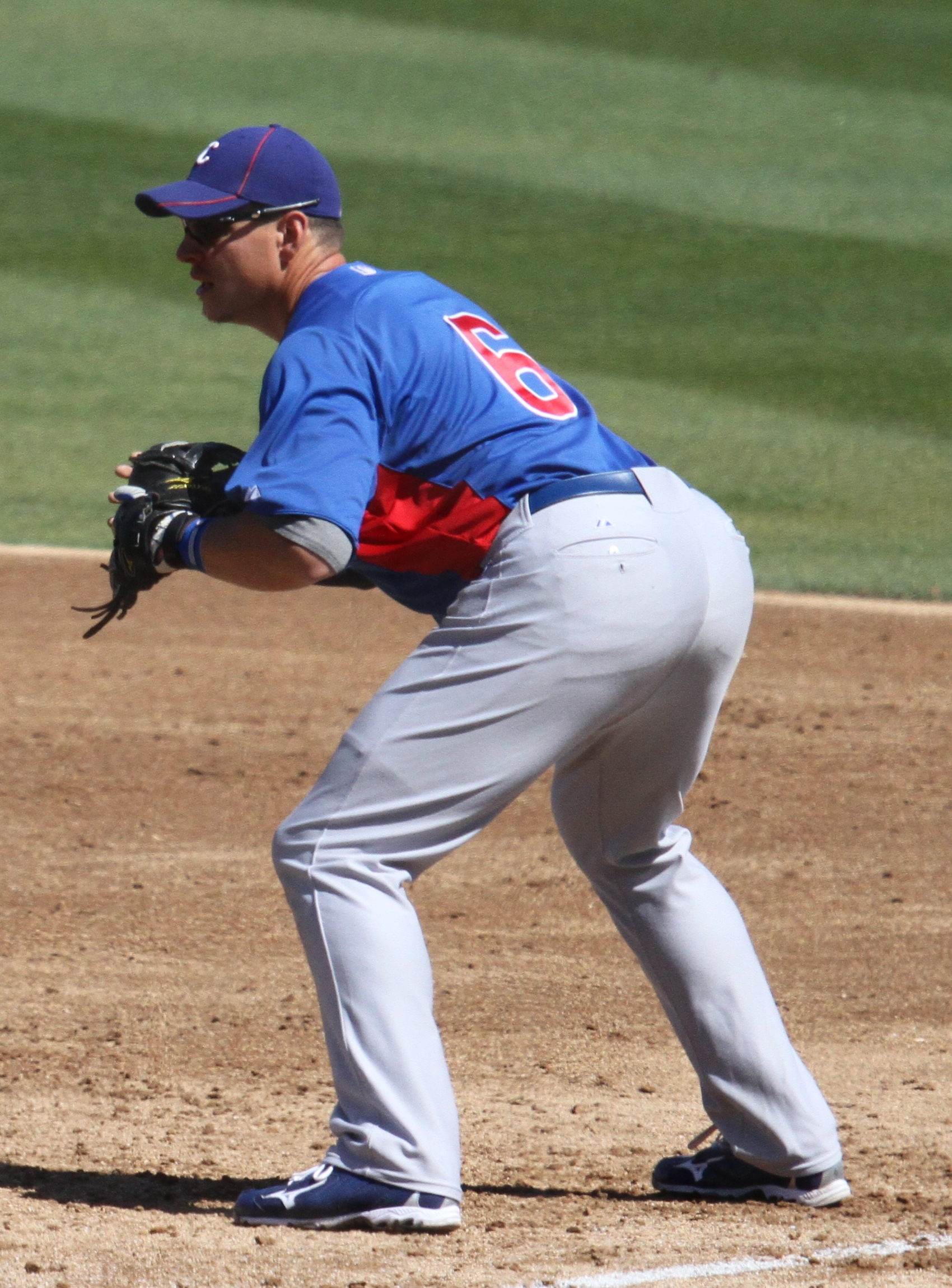
カブス時代（2012年3月10日）

2010年1月9日にシカゴ・カブスとマイナー契約を結ぶ。この年はAAA級アイオワで125試合に出場。打率.308、リーグ10位の25本塁打、同7位のOPS.942を残す。
2011年はAAA級アイオワでは129試合の出場で打率.331、リーグトップの38本塁打、同じくOPS1.070を記録。パシフィックコーストリーグの最優秀選手とジョー・ボウマン賞を受賞した他、ベースボール・アメリカ誌のマイナーリーグ・オールスターにも指名打者で選出された。9月にセプテンバーコールアップでメジャー昇格し20試合に出場。オフにはベネズエラのウィンターリーグに参加。
2012年は4月に打率.390、5本塁打、OPS1.251と活躍し、4月30日のフィラデルフィア・フィリーズ戦から3試合連続本塁打を放ち、5月11日まで28試合連続出塁も記録。前半戦で打率.286、14本塁打、OPS.883の成績を残し、自身初めてオールスターゲームに選出された。しかし、後半戦は打率.202、2本塁打、OPS.572と失速し、アンソニー・リゾの昇格も重なりスタメンを外されることも多くなった。シーズン通算では自己最高の成績を残すが、48打数3安打27三振と例年以上に左投手を打てなかった。11月20日にDFAとなる。

### ソフトバンク時代
AAA級で本塁打・打点の二冠王に輝いた2011年から東北楽天ゴールデンイーグルスや読売ジャイアンツが獲得に動いていたが、2012年11月22日（日本時間）に、福岡ソフトバンクホークスと契約を結んだことを発表。前年にMLBで本格デビューとMLBオールスターゲーム出場を果たしたばかりの選手が、NPBの球団へ移籍するのは異例であった。背番号は35。
2013年には、開幕当初こそ6番打者として出場していたが、4月3日の埼玉西武ライオンズ戦でウィリー・モー・ペーニャに代わってNPB初の4番打者に起用。その試合の第2打席でNPB初本塁打を記録と、一時4番打者に定着した。セ・パ交流戦期間中の5月31日には、セントラル・リーグ公式戦の開幕から21試合連続無失点を記録していた広島東洋カープの左腕投手・河内貴哉から2点本塁打を放って、記録の更新を阻止した。もっとも、打撃面では、アメリカ時代からの傾向である左投手への極端な弱さ（#選手としての特徴を参照）を次第に露呈。交流戦の終盤からは、左投手の先発が予告されている試合で、ペーニャが再び4番に座るようになった。シーズン終盤の9月21日には、左手背部痛の検査を理由にアメリカへ帰国。その検査で左手関節軟骨の障害が判明したため、日本に戻らず手術を受けた。シーズン通算では一軍公式戦111試合で16本塁打を記録したが、右投手から15本塁打を放ったのに対して、左投手からは河内からの1本にとどまった。
2014年1月23日に退団が発表された。退団の理由として、球団の海外兼中長期戦略担当部長であった小林至は、前年末からの大型補強で支配下登録の外国人選手が8名（野手3名・投手5名）にまで増えたことを挙げ『（同時に登録できる外国人選手が最大で4名と定められている一軍での）出番は厳しいだろう』という結論に達した」と説明している。

### ソフトバンク退団後
2014年2月5日にクリーブランド・インディアンスとマイナー契約を結んだ。
2015年1月30日にボストン・レッドソックスとマイナー契約を結ぶが、4月4日に解雇となる。
2016年2月16日に独立リーグであるアトランティックリーグのサマセット・ペイトリオッツと契約し、2017年まで所属した。この年限りで現役を引退。

### 現役引退後
2018年にシンシナティ・レッズ傘下アドバンスドA級のビリングス・マスタングスの打撃コーチに就任。2019年に監督に昇格。2021年は傘下ルーキー級アリゾナ・コンプレックスリーグ・レッズの監督を務め、2022年は傘下A+級デイトン・ドラゴンズの監督。

## 選手としての特徴
コンパクトなスイングで広角にライナーを放つタイプで、ヒットゾーンは狭いが、マイナー時代に25本塁打以上を3度記録した長打力を持ち味とする。右投手に対してはメジャー通算の打率.289、OPS.835と得意とするが、左投手に対しては同打率.098、OPS.380と極端に左投手を苦手とし、シカゴの地元紙から「左投手が相手先発の時は起用すべきではない」と意見されたこともあった。ソフトバンク時代の2013年にも、対右投手で打率.224、OPS.746、対左投手で打率.254、OPS.573を喫した。
守備走塁面は共に平均以下で、守備では主に一塁手として起用され、メジャー通算のDRS-5、UZR0.2を記録している。2012年にはアンソニー・リゾの昇格に伴い右翼手で起用されたこともあり、マイナーでは左翼手でも起用されたこともある。

## 詳細情報

### 年度別打撃成績
| 年 度        | 球 団        | 試 合 | 打 席 | 打 数 | 得 点 | 安 打 | 二 塁 打 | 三 塁 打 | 本 塁 打 | 塁 打 | 打 点 | 盗 塁 | 盗 塁 死 | 犠 打 | 犠 飛 | 四 球 | 敬 遠 | 死 球 | 三 振 | 併 殺 打 | 打 率 | 出 塁 率 | 長 打 率 | O P S |
| ------------ | ------------ | ----- | ----- | ----- | ----- | ----- | -------- | -------- | -------- | ----- | ----- | ----- | -------- | ----- | ----- | ----- | ----- | ----- | ----- | -------- | ----- | -------- | -------- | ----- |
| 2008         | SEA          | 45    | 150   | 136   | 15    | 34    | 4        | 0        | 3        | 47    | 10    | 0     | 1        | 1     | 0     | 13    | 1     | 0     | 40    | 4        | .250  | .315     | .346     | .661  |
| 2011         | CHC          | 20    | 69    | 59    | 9     | 17    | 5        | 1        | 2        | 30    | 6     | 0     | 0        | 0     | 1     | 9     | 0     | 0     | 18    | 1        | .288  | .377     | .508     | .885  |
| 2012         | CHC          | 130   | 380   | 340   | 42    | 88    | 17       | 0        | 16       | 153   | 40    | 4     | 2        | 0     | 1     | 39    | 3     | 0     | 124   | 8        | .259  | .334     | .450     | .784  |
| 2013         | ソフトバンク | 111   | 389   | 348   | 38    | 80    | 19       | 1        | 16       | 149   | 57    | 2     | 1        | 0     | 2     | 39    | 0     | 0     | 121   | 7        | .230  | .306     | .428     | .734  |
| MLB通算：3年 | MLB通算：3年 | 195   | 599   | 535   | 66    | 139   | 26       | 1        | 21       | 230   | 56    | 4     | 3        | 1     | 2     | 61    | 4     | 0     | 182   | 13       | .260  | .334     | .430     | .764  |
| NPB通算：1年 | NPB通算：1年 | 111   | 389   | 348   | 38    | 80    | 19       | 1        | 16       | 149   | 57    | 2     | 1        | 0     | 2     | 39    | 0     | 0     | 121   | 7        | .230  | .306     | .428     | .734  |

### 記録
MLB
- オールスターゲーム選出：1回（2012年）

NPB
- 初出場・初先発出場：2013年3月29日、対東北楽天ゴールデンイーグルス1回戦（福岡 ヤフオク!ドーム）、5番・一塁手で先発出場
- 初打席：同上、2回裏に則本昂大から空振り三振
- 初安打・初打点：同上、8回裏に加藤大輔から右越適時二塁打
- 初本塁打：2013年4月3日、対埼玉西武ライオンズ2回戦（西武ドーム）、4回表に野上亮磨から左越ソロ
- 初盗塁：2013年4月14日、対千葉ロッテマリーンズ3回戦（福岡 ヤフオク!ドーム）、4回裏に二盗（投手：ディッキー・ゴンザレス、捕手：川本良平）

### 背番号
- 39 （2008年）
- 6 （2011年 - 2012年）
- 35 （2013年）